# Dzhoan Bezhura
Dzhoan Feibi Bezhura –en ucraniano, Джоан Фейбі Бежура– (22 de octubre de 1991) es una deportista ucraniana que compite en esgrima, especialista en la modalidad de espada. En los Juegos Europeos de Cracovia 2023 consiguió una medalla de oro en la prueba individual.

## Palmarés internacional
| Juegos Europeos | Juegos Europeos    | Juegos Europeos | Juegos Europeos   |
| Año             | Lugar              | Medalla         | Prueba            |
| --------------- | ------------------ | --------------- | ----------------- |
| 2023            | Cracovia (Polonia) | Medalla de oro  | Espada individual |